# 아구스타웨스틀랜드 AW189
AgustaWestland가 개발한 AW189는 쌍발 중형 수송헬리콥터로서 2016년부터 Leonardo-Finmeccanica 가 생산한다. 이는 AW149로부터 파생하였으며 AW139, AW169와 유사한 형상으로 시리즈중 가장 큰 헬기이며 에어버스 헬리콥터 H175와 유사하다.

## 개발
AW189는 군용으로 개발했던 AW149의 민수용 버전이다. 2011년 8톤급 쌍발엔진헬기로 파리에어쇼에 처음 공개되어, 2013년 양산1호기가 출고되었다. 2014년 EASA 형식증명을 취득하였으며, 2015년 FAA 형식증명을 취득하였다. 2014년 EASA로부터 제한된 방빙능력 limited icing protection (Lips)을 인증받았으며, 2016년 완전한 방빙능력 FIPS(full icing protection system)를 인증받았다.

## 대한민국 도입 및 운용
서울소방헬기와 부산소방헬기구매 입찰공고시 이 기체기준에 맞춰 공고를 하였다.

## 제원
- 승무원: 1 or 2
- 탑승인원: 19명
- 연료량 : 2,063 litres (2,569 l with belly tank)
- 길이: 17.60[42] m (57 ft 9 in)
- 메인로터직경: 14.60 m (47 ft 11 in)
- 높이: 5.06 m (16 ft 7 in)
- 회전익면적: 53.3 m2 (574 ft2)
- 최대이륙중량: 8,300 kg (18,300 lb)
- 엔진: 2 × 제너럴 일렉트릭 CT7-2E1 터보샤프트, 1,492 kW (2,000 마력) 각각
- 순항속도: 267–278 km/h (166–173 mph)
- 항속거리: 370 ~ 907 km

## 같이 보기
관련 개발
- 아구스타웨스트랜드 AW-139
- 아구스타웨스트랜드 AW-149

유사 항공기
- 시코르스키 S-70
- 수리온
- 유로콥터 쿠거

관련 목록
- 헬리콥터 목록